# Louis Koen
Louis Johannes Koen (Città del Capo, 7 luglio 1975) è un ex rugbista a 15 e allenatore di rugby a 15 sudafricano, già mediano d'apertura e attualmente commissario tecnico della nazionale femminile sudafricana.

## Biografia
Esordì in Super Rugby nel 1998 nelle file degli Stormers, e negli Springbok a Melbourne nel 2000 contro l'Australia.
Prese parte alla Coppa del Mondo di rugby 2003 disputandovi due incontri, gli ultimi della sua carriera internazionale, e dopo la competizione si trasferì in Francia al Narbona.
Tornato in patria, fu ingaggiato dai Boland Cavaliers in Currie Cup dei quali, terminato di giocare nel 2008, divenne allenatore in seconda; eccezionalmente, nel 2010, fu schierato in campo in un'ulteriore occasione, per sopperire alla mancanza di mediani d'apertura titolari.